# 金華山ドライブウェイ

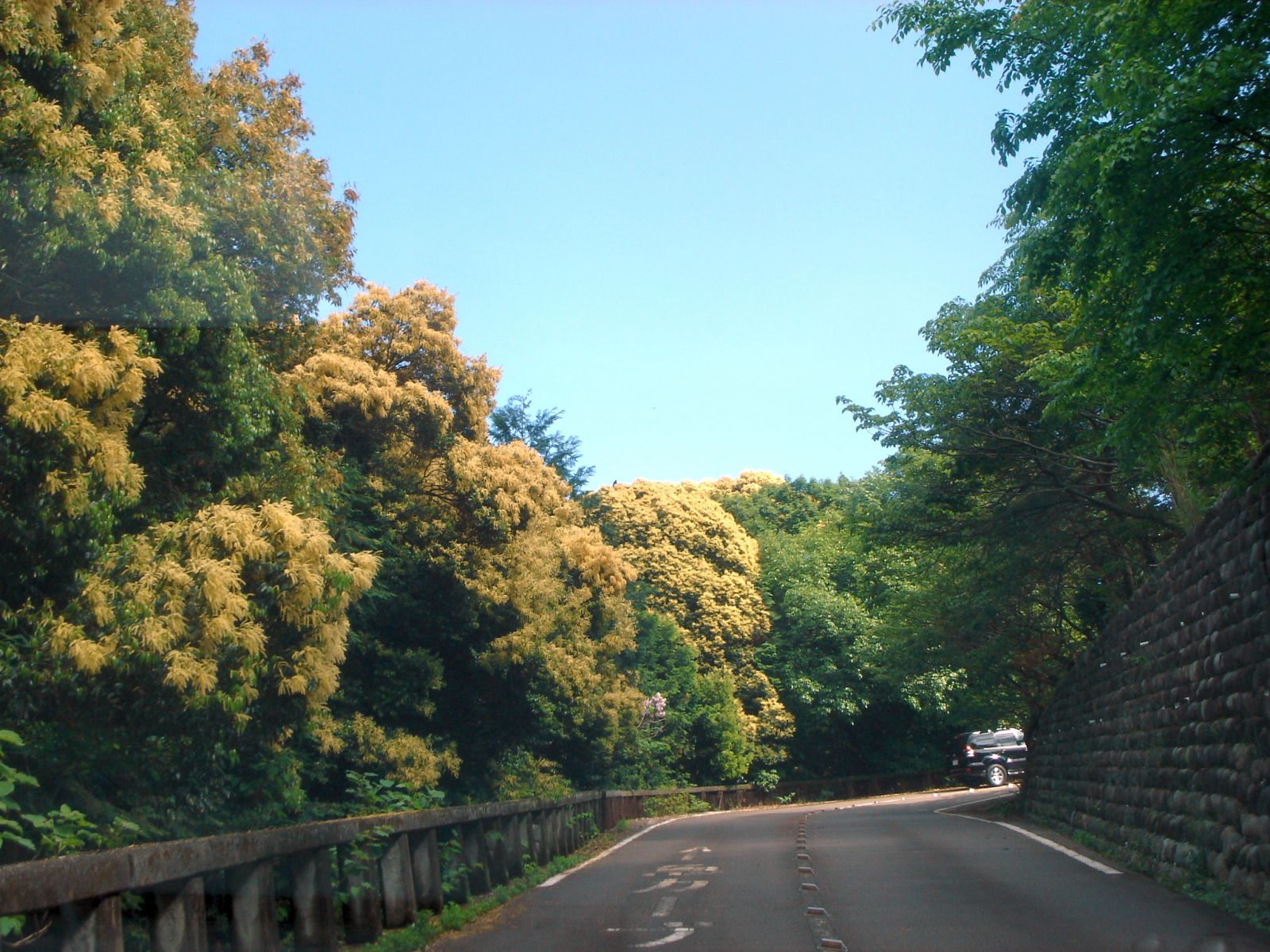
黄色くツブラジイが咲く5月の金華山ドライブウェイ

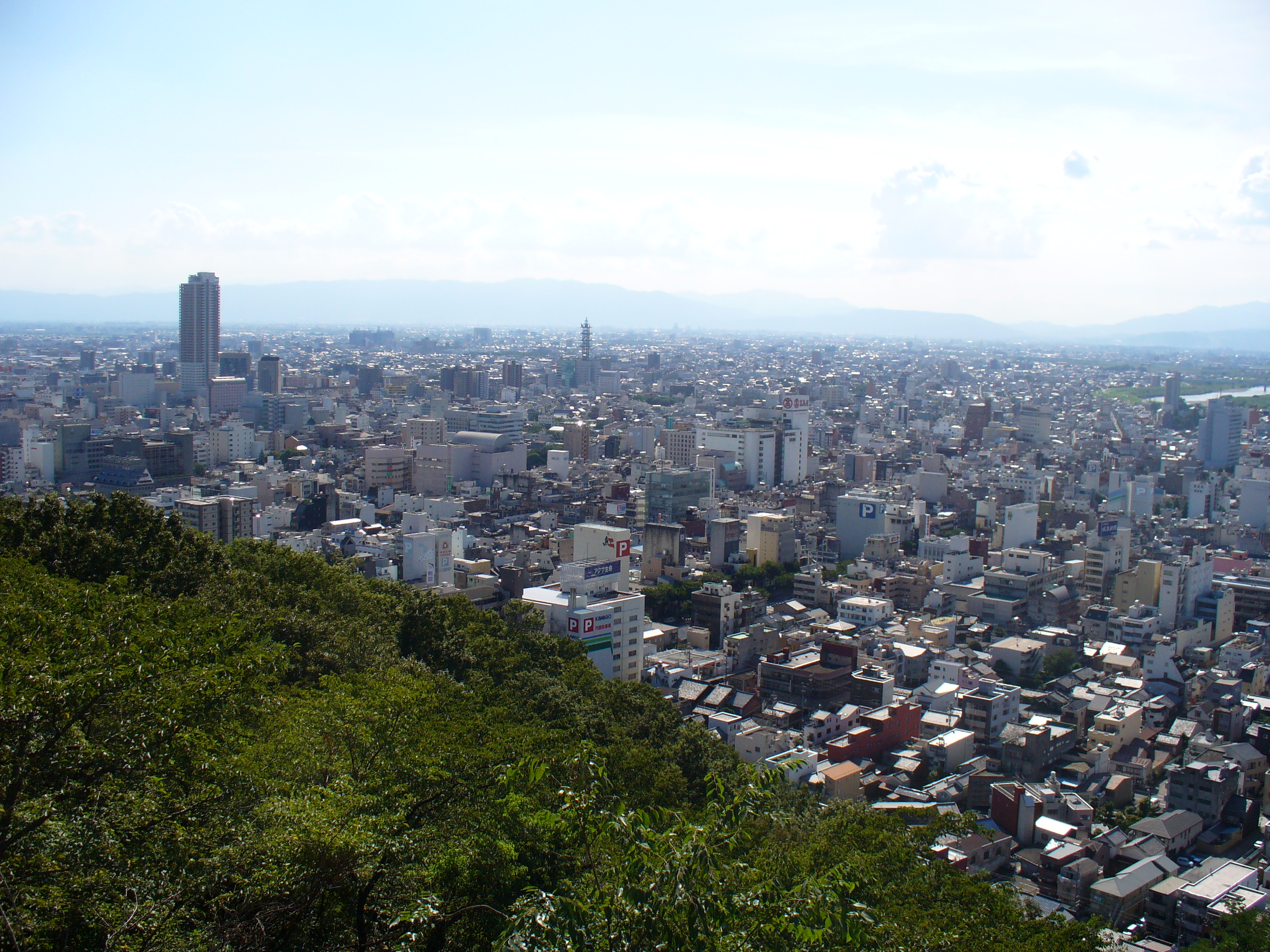
金華山展望台より南西を望む。眼下には岐阜市街。左手に岐阜シティ・タワー43

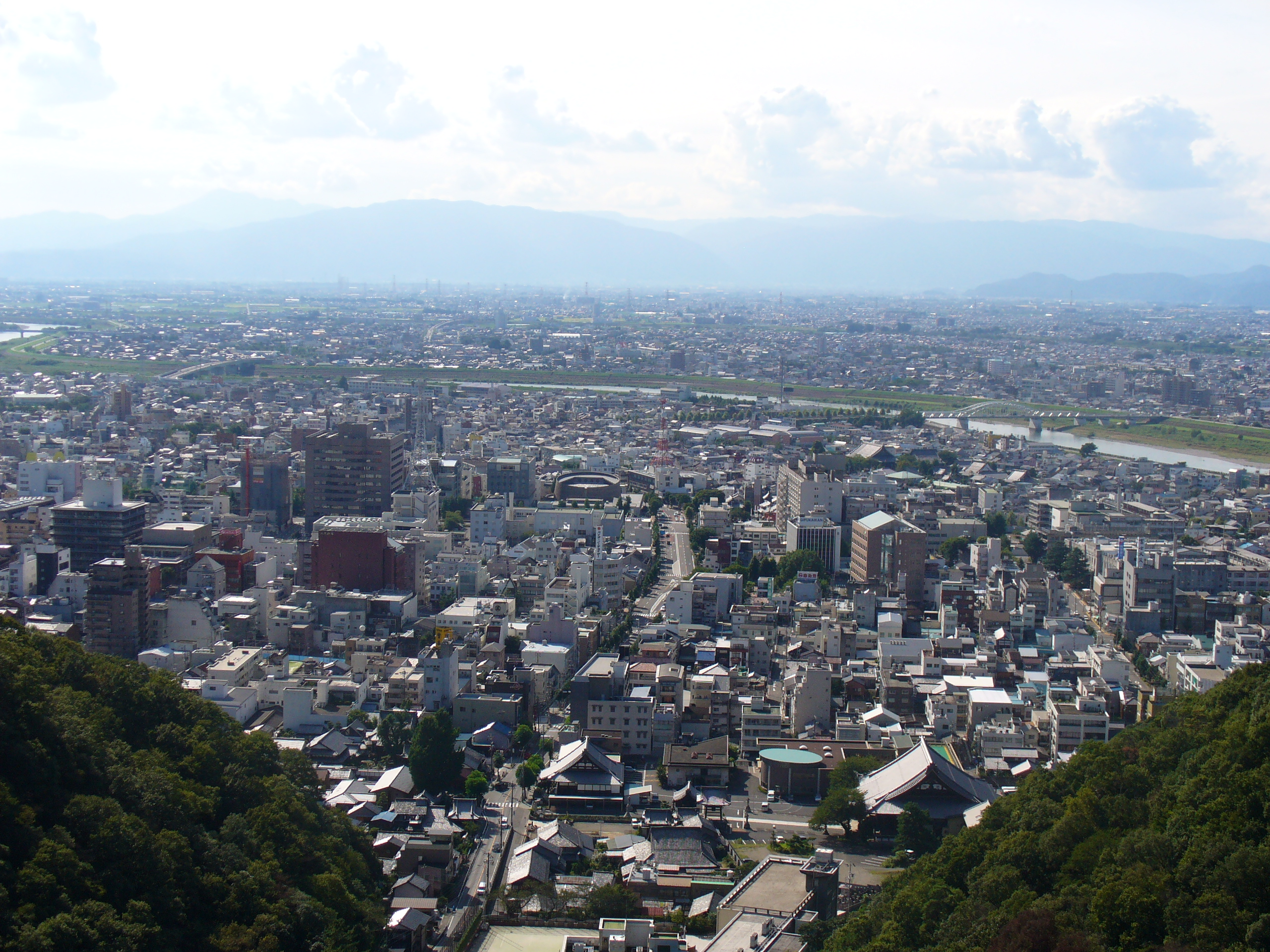
第二展望台より西方を望む。眼下には岐阜市街と長良川

金華山ドライブウェイ（きんかざんドライブウェイ）は、岐阜県岐阜市の金華山の南方位置（通称：水道山）を通り、西麓の岐阜公園と南麓の岩戸公園を結ぶ山道である。途中の金華山展望公園にある金華山ドライブウェイ展望台からは、長良川を中心とした岐阜市の街並みが一望でき、昼間の眺望の素晴らしさと夜景の名所として、多くの観光客で賑っている。山のいたるところに桜の木が植えられているため、春には桜も楽しめる。1963年（昭和38年）3月、全線開通。

## 概要
土日祝祭日は夕陽丘入口から金華山展望公園までの区間一方通行規制。
- 全長：4.6km
- 通行料金：無料
- 通行可能時間：午前7時00分 - 午後9時00分

## 登り口

### 夕陽丘入口（岐阜公園南側）
金華山西麓の入口。国道256号（長良橋通り）を長良橋方向から直進した一方通行の道を突き当たり、左折した場所にある。
土日祝祭日は夕陽丘入口から金華山展望公園までの区間は一方通行規制だが、違反者が多数みられる。
道幅が狭い。

### 岩戸公園入口（岩戸公園北側）
金華山南麓の入口。名古屋方面から国道156号側道を北進し、金華山に突き当たった場所にある岩戸公園北側にある。

## 金華山展望公園
岐阜プラネタリウム遊園地が存在した。プラネタリウム施設の他、観覧車、飛行塔、お化け屋敷などもあった。山麓の栢森公園からは、ロマンスリフトで入場することもできた。
- 金華山ドライブウェイ展望台
- 駐車場 37台（無料）
- トイレ有

## 上加納山見晴台
木造の展望台。金華山ドライブウェイ展望台よりも視界が広い。
駐車場は無いが、道路脇のスペースが比較的広いため、駐車可能。ただし、展望台がカーブ地点にある。

## その他
金華山ドライブウェイは、終戦後の雇用対策として岐阜市が造成。工事はつるはしによって行われ、多くの雇用を生んだ。
1980年代から1990年代にかけて、車やオートバイによる多くの違法競走型暴走族が出現した。
沿道に岐阜市ユースホステルがあったが、2003年（平成15年）に閉鎖した。
1956年（昭和31年）に岐阜バスの定期バスが運行された。1959年（昭和34年）には、プラネタリウム前に運行が開始された。